# قائمة أفلام 2020
قائمة أفلام 2020 هي نظرة عامة للأفلام التي تم إنتاجها في سنة 2020، بما فيها أعلاها دخلا على مستوى العالم وقائمة بها حسب تاريخ صدورها. كما تتناول أهم الأحداث التي طبعت السنة السينمائية 2020 (مهرجانات، جوائز)، بالإضافة إلى أبرز الوفيات التي رافقت هذه السنة في مجال السينما.

## أعلى الأفلام تحقيقاً للإيرادات
هذه قائمة بأفضل الأفلام التي تم إصدارها في عام 2020 حسب تحقيقها للإيرادات. تسبب جائحة فيروس كورونا في اضطراب شديد في الصناعة، مع عائدات شباك التذاكر أقل من المعتاد مقارنة بالسنوات السابقة.
| Rank | Title                                | Distributor                     | Worldwide gross |
| ---- | ------------------------------------ | ------------------------------- | --------------- |
| 1    | الثمانمائة                           | CMC Pictures Holdings           | $461,339,528    |
| 2    | My People, My Homeland               | China Lion Film Distribution    | $433,241,288    |
| 3    | فتيان أشقياء للأبد                   | سوني بيكتشرز / كولومبيا بيكتشرز | $426,505,244    |
| 4    | قاتل الشياطين الفيلم: قطار اللانهاية | توهو / أنيبلكس                  | $374,552,071    |
| 5    | تينيت                                | وارنر برذرز بيكتشرز             | $363,129,000    |
| 6    | سونيك القنفذ                         | باراماونت بيكتشرز               | $320,954,026    |
| 7    | دوليتل                               | يونيفرسال بيكشرز                | $250,482,863    |
| 8    | Jiang Ziya ‏                          | بكين إنلايت بيكتشرز ‏            | $243,843,105    |
| 9    | الطيور الجارحة                       | Warner Bros.                    | $201,858,461    |
| 10   | The Sacrifice ‏                       | Beijing Enlight Pictures        | $173,987,608    |

بعد إعادة إصداره بدقة 4K في الصين، حقق فيلم «هاري بوتر وحجر الفيلسوف» أكثر من مليار دولار، ليصبح ثاني يحقق المليار دولار في أفلام العالم السحري.